# Michael Beck
Michael Beck, pseudonimo di John Beck Michael Taylor (Memphis, 4 febbraio 1949), è un attore statunitense.
Raggiunse la popolarità alla fine degli anni settanta interpretando il ruolo di Swan nel film I guerrieri della notte (1979) di Walter Hill.

## Biografia
Michael Beck nasce a Memphis, nel Tennessee, terzo di nove figli. Frequenta la Memphis University School e successivamente il Millsaps College a Jackson, nel Mississippi grazie a una borsa di studio come giocatore di football, laureandosi in Economia e commercio. Scelto tra i 30 ammessi (su 2.500 aspiranti) alla Central School of Speech and Drama di Londra, tra le sue interpretazioni di quel periodo vi furono quella di Re Artù in Camelot e nel classico di Tennessee Williams La gatta sul tetto che scotta.
Beck è noto soprattutto per i ruoli di Swan nel film d'azione I guerrieri della notte (1979), di Sonny Malone in Xanadu (1980) e del capitano di corvetta Dallas in Megaforce (1982); per gli ultimi due ha ottenuto le candidature al Razzie Award rispettivamente come peggiore attore protagonista e peggiore attore non protagonista.
Nel 1987 è uno dei protagonisti della serie tv poliziesca della CBS Houston Knights - Due duri da brivido.
Attualmente vive in California con la moglie Cari e i due figli Ashley e Jesse.

## Filmografia parziale

### Cinema
- I guerrieri della notte (The Warriors), regia di Walter Hill (1979)
- Xanadu, regia di Robert Greenwald (1980)
- Megaforce, regia di Hal Needham (1982)
- Destructors (Warlords of the 21st Century), regia di Harley Cokeliss (1982)
- Shunka Wakan - Il trionfo di un uomo chiamato Cavallo (Triumphs of a Man Called Horse), regia di John Hough (1983)
- Cacciatori di navi, regia di Folco Quilici (1990)
- L'ultimo guerriero  (Forest Warrior), regia di Aaron Norris (1996)

### Televisione
- Holocaust, regia di Marvin J. Chomsky – miniserie TV (1978)
- L'ultimo dei Ninja (The Last Ninja), regia di William A. Graham – film TV (1983)
- Sonno di ghiaccio (Chiller), regia di Wes Craven – film TV (1985)
- Houston Knights - Due duri da brivido (Houston Knights) – serie TV, 30 episodi (1987-1988)
- Partita con la morte (Deadly Game), regia di Thomas J. Wright – film TV (1991)
- La signora in giallo (Murder, She Wrote) – serie TV, episodi 5x11-7x01-9x17 (1989-1993)
- Robin's Hoods - serie TV, 3 episodi (1994)
- Walker Texas Ranger – serie TV, episodi 4x13-7x08 (1996-1998)
- JAG - Avvocati in divisa (JAG) – serie TV, episodio 10x04 (2004)

## Doppiatori italiani
- Pino Colizzi in I guerrieri della notte
- Massimo Lodolo in Cacciatori di navi
- Claudio Sorrentino in Xanadu